# Tropidia
Tropidia é um género botânico pertencente à família das orquídeas (Orchidaceae). Também conhecida como Orquídea Coroa.